# Naráyiv (Ternópil)
Naráyiv (ucraniano: Нара́їв; polaco: Narajów; yidis: נאראיעוו Narayev) es un municipio rural de Ucrania, perteneciente al raión de Ternópil en la óblast de Ternópil.
El municipio, con una población total de 6854 habitantes en 2020, incluye tanto el pueblo de Naráyiv (de unos mil ochocientos habitantes) como diecisiete pedanías. El municipio se fundó en 2019 mediante la fusión de los hasta entonces consejos rurales de Naráyiv, Vérbiv, Kuriany, Lapshýn, Pidvysoke, Rekshyn y Rohachýn. Además de estos siete pueblos, pertenecen al actual municipio otros once: Vólytsia, Hayok, Hútysko, Dvirtsí, Demnia, Duliabý, Pávliv, Pýsarivka, Potochany, Stryhantsi y Sháibivka.
Se ubica junto al límite con la óblast de Leópolis, sobre la carretera T2007 que une Berezhany con Peremyshliany.

## Historia
Se conoce la existencia de la localidad en documentos desde 1443, cuando era un miasteczko. Con el tiempo pasó a ser considerada una ciudad, siendo mencionada desde 1592 con el Derecho de Magdeburgo. Nunca llegó a ser una ciudad importante, ya que sufrió graves ataques de los tártaros en 1480, 1520 y 1626 y un incendio casi total en 1638. Dividida desde sus orígenes en una ciudad y un pueblo, pero homónimos y colindantes, las dos Naráyiv fueron propiedad de su propia familia noble, para luego pasar en el siglo XVII a los Sieniawski y en el siglo XVIII a los Potocki.
En 1934, la Segunda República Polaca unificó las dos localidades en una sola ciudad. En el asentamiento convivía en aquella época una mayoría étnica formada por más de tres mil ucranianos, con minorías de unos ochocientos judíos y de una cantidad similar de polacos. Los judíos fueron exterminados el día siguiente a Yom Kipur de 1942 por los invasores alemanes, quienes trasladaron a todos los que encontraron al campo de exterminio de Bełżec desde Berezhany. Tras recuperar la RSS de Ucrania la zona, en 1945 se produjeron aquí combates contra el Ejército Insurgente Ucraniano. Todo esto, unido a la emigración de los polacos hacia las nuevas fronteras polacas, dejó la ciudad casi abandonada y el asentamiento pasó a considerarse un pueblo.
Antes de la creación del actual municipio en 2019, Naráyiv era sede de un consejo rural en el raión de Berezhany. El consejo rural únicamente incluía como pedanías a Duliabý y Sháibivka.